# 120

## Vědy a umění
- Císař Hadrianus zahájil módu krátkých plnovousů u mladých mužů. Do té doby se tváře hladce vyholovaly.

## Úmrtí
- Onkelos, autor targumu zvaného Targum Onkelos (* ?)

## Hlavy států
- Papež – Sixtus I. (115/116–125)
- Římská říše – Hadrianus (117–138)
- Parthská říše – Osroés (108–128/129) + Vologaisés III. (111/112–147/148, vzdorokrál)
- Kušánská říše – Vima Kadphises (113–127)
- Čína, dynastie Chan (206 př. n. l. – 220 n. l.)